# Monster Musume Online
Monster Musume: Everyday Life with Monster Girls Online (モンスター娘のいる日常オンライン?, Monsutā Musume no iru Nichijō Onrain) è un videogioco per browser free-to-play online sviluppato e pubblicato dalla DMM.com. Si basa sul manga e anime Monster Musume di Okayado. Annunciato nel luglio 2015, il gioco è uscito il 21 dicembre dello stesso anno. Il servizio si è concluso il 22 novembre 2016.

## Modalità di gioco
Prendendo spunto dalle tematiche del manga e dell'anime, i giocatori (possono essere sia maschi che femmine) parteciperanno come umani ospitanti nello scambio culturale extraspecie, accudendo in casa una serie di ragazze extraspecie. Bisognerà provvedere ai loro bisogni di base, più provare a entrare in intimità con le suddette ragazze extraspecie.
Al di fuori del Giappone, per accedere al gioco bisogna registrarsi seguendo delle procedure varie.
Vari elementi del gioco sembreranno molto simili a quelli di Kantai Collection, altro gioco sviluppato dalla DMM.com.

### Gite (お出かけ)
Il padrone di casa accompagna le ragazze in vari luoghi. Durante queste uscite potrà entrare in “conflitto” con altri gruppi di ragazze.
Verranno visualizzate delle mappe che il giocatore dovrà completare, dalla posizione di partenza alla posizione di arrivo. Lungo il percorsi il giocatore troverà varie ricompense, siano esse cibo o biglietti per l'estrazione. Il giocatore potrà inviare lì un gruppo di ragazze non inferiore a 3 e non superiore a 5 elementi per completarle e usando parte delle loro energie personali. Per spostarsi il giocatore avrà una barra che calcola l'energia necessaria per muovere lungo i percorsi. Quando essa finirà automaticamente il giocatore andrà a casa. Perdendo gli scontri, maggiore energia verrà consumata. Il giocatore avrà la possibilità di tornare a casa ogni volta che lo desidera, dopo uno scontro sia che una delle ragazze abbia finito la propria energia e non può o non vuole sprecarne dell'altra, sia che ne sia uscito con successo. Vi sarà anche un bottone con cui regolare il movimento manuale o automatico delle ragazze. Arrivare con successo fino alla fine delle mappe e con un minimo di combattimento farà guadagnare punti e anche aumentare la barra di movimento del gruppo. La barra di movimento va di pari passo alla barra di esperienza del giocatore. Più si va avanti con il gioco, più il livello di difficoltà per completare le mappe, affrontare ragazze extraspecie e ricevere premi aumenta.
Per completare l'obiettivo, solitamente il giocatore dovrà far affrontare le sue ragazze con altri gruppi di ragazze extraspecie, di varie difficoltà (minore, media, massima). Vincendo i combattimenti, che si svolgono in tre turni, si possono acquisire nuove ragazze; il combattimento finirà quando verrà sconfitto l'intero gruppo o quando finiscono i turni e vinceranno le ragazze che conservano ancora dell'energia dopo lo scontro. Durante questi scontri vi sarà un bottone speciale con su scritto “Incitare” che il giocatore può cliccare per tre volte ad ogni scontro, e serve per aumentare l'attacco delle ragazze per colpire con maggiore danno le avversarie oppure difenderle da un attacco e dimezzarlo. Il tutto dipende anche dai tipi personalità e dalle abilità delle ragazze extraspecie. I primi ne vedono cinque: Carina (rosa), Passionale (rosso), Calma (blu), Pura (giallo) e Diabolica (viola), e funzionano con un sistema simile al gioco della morra cinese:
- Carina è forte contro Passionale, ma debole contro Calma
- Passionale è forte contro Calma, ma debole contro Carina
- Calma è forte contro Carina, ma debole contro Passionale
- Pura e Diabolica sono sia forti che deboli l'una contro l'altra.

I secondi vedono le abilità naturali delle ragazze che si attivano automaticamente e casualmente durante lo scontro e che portano loro dei vantaggi. Le abilità possono essere offensive e si attivano quando la ragazza sta attaccando, permettendole di colpire più volte, più forte o coinvolgendo più avversarie contemporaneamente. Possono essere difensive e si attivano quando la ragazza viene attaccata, riducendo il danno in arrivo o annullando del tutto l'attacco. Infine vi sono delle abilità che permettono di incrementare le statistiche dei personaggi, i loro potere degli attacchi e delle difese, e possono essere usati sulla ragazza che l'attiva, sulle ragazze dello stesso tipo o su tutto il team.
Esistono delle gite dette giornaliere (曜日), che come dice il nome sono disponibili ogni giorno e cambiano spesso a seconda delle giorno della settimana. Esse danno molti premi molto speciali per rafforzare i tipi di personalità delle ragazze o i momenti di cura, ma di gran lunga non aumentano la barra di movimento ed esperienza.
- Lunedì per il tipo Carina
- Martedì per il tipo Passionale
- Mercoledì per il tipo Calma
- Giovedì per il tipo Diabolica
- Venerdì per il tipo Pura
- Sabato e Domenica, creme d'affetto

Questa meccanica è simile alle Sortite di Kantai Collection.

### Ragazze extraspecie (モン娘)
In questa sezione si controlla lo stato delle proprie ragazze, si sceglie quali vanno nei vari gruppi e le si rafforza. Si inizia sempre con un gruppo, ma altri verranno aggiunti comprandoli al Negozio, fino a un massimo di 5. Si possono comprare anche gli spazi necessari per permettere di ospitare un numero sempre crescente di ragazze. Vi sono cinque schede:
La prima vede la composizione del gruppo (編成), con cui si inserisce fino a 5 ragazze per gruppo. Si possono anche sostituirle.
La seconda vede le residenti (住人), ovvero tutte le ragazze che attualmente vivono in casa del giocatore e che ha conquistato lungo le mappe. Ognuna ha la propria scheda, le proprie statistiche e i livelli di resistenza e competenze disponibili.
La terza vede la fusione (合成). Il giocatore sceglie una ragazza che vuole far salire di livello e la fonde con altre ragazze, aumentandone le statistiche. Se sono dello stesso tipo di personalità o se sono copie della stessa ragazza, si ha un incremento in più dei punti esperienza. Si può inoltre aumentare il limite di livello di ogni ragazza. Esistono quindi delle ragazze extraspecie appositamente inserite nel gioco solo per far incrementare queste statistiche (non vengono utilizzate in partita).
La quarta vede la richiesta del cambio di residenza (転居依頼), che permette al giocatore di scambiare le ragazze per il cibo, oltre anche a sfoltire le file di ragazze in rapido aumento.
La quinta e ultima è più recente, raccogliendo dei gioielli (anelli, orecchini, collane, occhiali) nelle mappe si può avere la possibilità di rafforzare le ragazze. Qui si possono selezionare le ragazze a cui far indossare il gioiello oppure a rafforzare l'oggetto fondendolo con altri gioielli.
Questa meccanica è simile all'Organizzazione e alla Modernizzazione di Kantai Collection.

### Alimentazione (食事)
Le ragazze hanno bisogno di nutrimento, soprattutto dopo aver affrontato le mappe durante le gite. Bisogna costantemente dare loro da mangiare ogni volta che ritornano da una mappa. Basta selezionare le ragazze e dare loro da mangiare. Si possono selezionare singolarmente o in gruppo. Ciascuna ragazza ha un'alimentazione e un quantitativo diverso tra loro. E qui si fa una distinzione:
- Le ragazze che mangiano carne sono Carnivore
- Le ragazze che mangiano verdure sono Vegetariane
- Le ragazze che mangiano pane sono Onnivore

Questa meccanica è simile al Rifornimento di Kantai Collection.

### Shopping (お使い)
In questa fase si inviano i gruppi secondari e terziari di ragazze per procurarsi il cibo. Ogni commissione avrà un solo gruppo in un solo momento. Più ragazze sono coinvolte, più sarà la quantità di cibo preso negli orari seguenti: 10 minuti, 30 minuti, 1 ora, 3 ore e 8 ore. Ogni commissione consuma resistenza alle ragazze, quindi bisognerebbe sostituirle o aspettare che si riposino.
Questa meccanica è simile alle Spedizioni di Kantai Collection.

### Affetto (お世話)
In questa meccanica di gioco unica bisogna prendersi cura del fisico delle ragazze, solitamente attraverso scene gratificanti in CG delle ragazze, seminude, in intimo eccetera mentre si preparano per i bagni, i massaggi e ogni altra cura corporea. Prendendosi cura di loro si riceve affetto e quindi si è più intimamente vicini alle ragazze coinvolte. Toccandole attraverso creme speciali dette creme affetto (disponibili di livelli bronzeo, argenteo e dorato), il giocatore tocca dei punti particolari del corpo dove le ragazze si rilassano o si eccitano. Le sensazioni della ragazze si manifestano per mezzo di cuori. Più cuori ci sono, maggiore è la sensazione di piacere che la ragazza sente. I punti di maggior piacere cambiano ogni volta che si intraprende questa fase con la stessa ragazza, quindi bisognerebbe “toccare” per trovarli. I punti non portano a diretto contatto con il seno o le parti intime, i giocatori che ci provano verranno penalizzati con la ragazza che non prova affetto al momento del “tocco cattivo”. Questa fase serve per incrementare le statistiche di una ragazza. Aumentando l'affetto, scene e conversazioni di vita quotidiana tra i giocatori protagonisti e le ragazze verranno sbloccate.

### Pausa ristoratrice (リフレッシュ)
Mettere fino a 5 ragazze a rilassarsi in un centro termale permette a loro di ricostituirsi la propria barra di resistenza dopo le gite, gli scontri e le commissioni, fino ad un massimo di 6 ore. Ulteriore riposo porterà ad aumentare il livello di resistenza delle ragazze oltre il 100%, raggiungendo il 200%. Di solito è conveniente mettere queste ragazze quando si va a dormire o non ci si applica al gioco.
Questa meccanica è simile all'Attracco di Kantai Collection.

### Richieste (お願い)
Le richieste sono le missioni in corso che il giocatore può adoperare per soddisfarle ed ottenere dei premi (biglietti per l'estrazione, creme d'affetto, ragazze extraspecie o rubini). Basta semplicemente fare manovre varie nelle meccaniche di gioco precedenti (completare mappe, rafforzare le ragazze, dare loro affetto e cibo, mandarle a fare commissioni).
Vi sono missioni a senso unico (ワンス), per progredire con il gioco, missioni giornaliere (デイリー), che durano nell'arco di una giornata fino alle ore 00:00, e missioni legati ad eventi, che portano fra l'altro a mostri particolari.
Questa meccanica è simile alle Missioni di Kantai Collection.

### Gacha (ガチャ)
Attraverso un sistema di estrazione, si possono collezionare nuove ragazze, a seconda delle loro rarità per ottenerle. Le rarità sono:
- Normale (N)
- Rara (R)
- Iper Rara (HR)
- Super Rara (SR)

Per far ciò bisognerebbe spendere rubini (la valuta del gioco ottenibile dal sito o nelle richieste) o per mezzo di biglietti speciali. Vi sono momenti durante i quali alcuni tipi di ragazze non facilmente ottenibili hanno più probabilità di venire rilasciate. Le ragazze ottenibili durante gli eventi speciali non sono presenti in questo sistema di gioco.
Questa meccanica è simile alla Costruzione di Kantai Collection.

### Negozio (ルビー)
Attraverso il pagamento in rubini, si possono ottenere tutte le risorse del gioco necessarie (cibo, booster, creme speciali eccetera). Vi è anche la possibilità di comprare un bagno e e una camera da letto supplementari per far rilassare altri gruppi di ragazze durante la pausa ristoratrice.
I rubini, oltre ad essere disponibili progredendo nel gioco, si possono ottenerli acquistandoli usando i punti DMM. Ciascun punto DMM equivale ad 1 yen. Più rubini ci sono, più punti DMM servono per acquistarli, quindi più soldi da spendere.

## Personaggi

### Ragazze extraspecie
Al momento del rilascio del gioco erano disponibili circa 71 ragazze, la maggior parte in precedenza rivelate sulla pagina Twitter del gioco. Altri personaggi verranno aggiunti in seguito attraverso eventi e il sistema di estrazioni Gatcha. Dalla n. 81 in poi è stato confermato che possono essere rilasciate le stesse ragazze, ma con aspetti, personalità e rarità diversi. Dalla n. 107 è stato confermato l'aggiunta di ragazze che condividono la stessa razza extraspecie. Inclusi i doppioni, vi sono in tutto 20 ragazze Normali, 23 Rare, 97 Iper Rare e 39 Super Rare. Altre ragazze extraspecie, 3 per la fusione delle statistiche e 1 mascotte del gioco.
Ragazze extraspecie collezionabili
| N. | Razza                | Personaggio   |
| -- | -------------------- | ------------- |
| 1  | Al-Mi'raj            | Miraj         |
| 2  | Alraune              | Aluru, Reshia |
| 3  | Anubi                | Abyss         |
| 4  | Ape da Miele         | Honey         |
| 5  | Ape Regina           | Queen         |
| 6  | Aracne               | Rachnera      |
| 7  | Arpia                | Papi          |
| 8  | Arpia Rapace         | Haru          |
| 9  | Arpia Terrestre      | Lea           |
| 10 | Bafometto            | Sophia        |
| 11 | Bake-danuki          | Tatake        |
| 12 | Bambola Vivente      | Bisque, Belle |
| 13 | Banshee              | Nia           |
| 14 | Bastet               | Rudi          |
| 15 | Brownie              | Unyi          |
| 16 | Bullywug             | Anura         |
| 17 | Cait Sìth            | Vynette       |
| 18 | Cane Ortro           | Rus           |
| 19 | Carbonchio           | Cholan        |
| 20 | Catoblepa            | Tolepas       |
| 21 | Centauro             | Centorea      |
| 22 | Centauro Leggero     | Tsen          |
| 23 | Centauro Pesante     | Shaia         |
| 24 | Cerbero              | Ruberu        |
| 25 | Coccatrice           | Kuune         |
| 26 | Coniglietto Pasquale | Chocola       |
| 27 | Cù Sìth              | Kuu, Shenay   |
| 28 | Diavolo Anziano      | Saki          |
| 29 | Diavolo Maggiore     | Lethe         |
| 30 | Diavolo Minore       | Sitri         |
| 31 | Drago                | Horo          |
| 32 | Dragonewt            | Lato          |
| 33 | Elfo                 | Eris          |
| 34 | Empusa               | Em            |
| 35 | Fantasma             | Rei           |
| 36 | Farfalla             | Flare         |
| 37 | Fauno Pan            | Kehp, Sharon  |
| 38 | Fenice               | Fi            |
| 39 | Fenrir               | Froze         |
| 40 | Folletto             | Peace         |
| 41 | Fuoco Fatuo          | Kasuka        |
| 42 | Gargoyle             | Chione        |
| 43 | Garuḍa               | Bima          |
| 44 | Gatto Mannaro        | Were, Suzie   |
| 45 | Ghoul                | Gala          |
| 46 | Gnomo                | Tierra        |
| 47 | Golem d'Argilla      | Emeth         |
| 48 | Gremlin              | Rem           |
| 49 | Grifone              | Fal           |
| 50 | Hasshaku-sama        | Paula         |

| N.  | Razza                  | Personaggio       |
| --- | ---------------------- | ----------------- |
| 51  | Hel                    | Halifa            |
| 52  | Horus                  | Moira             |
| 53  | Huang Long             | Fan Long          |
| 54  | Idra                   | Hydra             |
| 55  | Jack Frost             | Rosty             |
| 56  | Jack O' Lantern        | Ran               |
| 57  | Jackalope              | Kalolo            |
| 58  | Jiāngshī               | Kyou              |
| 59  | Jormungand             | Iormu             |
| 60  | Jorōgumo               | Kuruwa, Komachi   |
| 61  | Kamaitachi             | Mai               |
| 62  | Koropokkuru            | Shinotcha         |
| 63  | Kraken                 | Kura              |
| 64  | Lamia                  | Miia              |
| 65  | Lampade                | Jerez             |
| 66  | Leanan Sídhe           | Nancy             |
| 67  | Lepre di Inaba         | Hakuto            |
| 68  | Lontra                 | Araya             |
| 69  | Lupo Mannaro           | Lyca              |
| 70  | Manticora              | Memeko            |
| 71  | Matango                | Mashu             |
| 72  | Medusa                 | Media, Shiana     |
| 73  | Melusina               | Ena, Gina, Lucine |
| 74  | Mimic                  | Mimi              |
| 75  | Minotauro              | Terios            |
| 76  | Monocolo               | Ai, Manako        |
| 77  | Mostro di Frankenstein | Fran              |
| 78  | Mummia                 | Mokunaii XI       |
| 79  | Mutaforma              | Doppel            |
| 80  | Ogre                   | Rohe, Tionishia   |
| 81  | Ondina                 | Dina              |
| 82  | Orco                   | Ruka              |
| 83  | Pipistrello Vampiro    | Pirati            |
| 84  | Quetzalcoatl           | Qukul             |
| 85  | Regina Slime           | Quess             |
| 86  | Rokurokubi             | Nana              |
| 87  | Salamandra             | Sala              |
| 88  | Satiro                 | Shire             |
| 89  | Scilla                 | Kyure             |
| 90  | Serket                 | Tito              |
| 91  | Serpente Marino        | Sea               |
| 92  | Sfinge                 | Nemes             |
| 93  | Shinigami              | Death             |
| 94  | Silfide                | Ariel             |
| 95  | Sirena                 | Meroune           |
| 96  | Sirena a Due Code      | Sein              |
| 97  | Sirena Tropicale       | Rui               |
| 98  | Slime                  | Suu               |
| 99  | Slime Raro             | Jelli             |
| 100 | Tengu                  | Shizuka           |

| N.  | Razza             | Personaggio   |
| --- | ----------------- | ------------- |
| 101 | Tigre Bianca      | Sya Hu        |
| 102 | Uccello Vermiglio | Nan Que       |
| 103 | Unicorno          | Keros         |
| 104 | Uomo Falena       | Actia         |
| 105 | Uomo Lucertola    | Liza          |
| 106 | Viverna           | Fere          |
| 107 | Volpe a Nove Code | Youko         |
| 108 | Yamata no Orochi  | Kagachi       |
| 109 | Yatagarasu        | Misaki        |
| 110 | Yeti              | Miti          |
| 111 | Yuki-onna         | Yuki          |
| 112 | Zanzara           | Česká         |
| 113 | Zashiki-warashi   | Sasami        |
| 114 | Zombie            | Asia, Zombina |

Ragazze extraspecie per la fusione delle statistiche
| Razza   | Personaggio |
| ------- | ----------- |
| Coboldo | Rudoru      |
| Diavolo | Elda        |
| Driade  | Riado       |

Altre ragazze extraspecie
| Razza   | Personaggio |
| ------- | ----------- |
| Ryu-Jin | Myuu        |

### Umani
| Personaggi                 |
| -------------------------- |
| Kuroko Smith               |
| Il giocatore/la giocatrice |

## Cast di doppiatori
| - Aiko Okubo: Mashu, Ruka, Yuki, Fere - Aori Nose: Česká, Reshia - Ari Ozawa: Papi - Arisa Morishima: Em, Ran, Moira - Arisawa Mutsumisei: Suzie, Sein - Asami Nakamura: Liza, Kyure, Dina - Atsuko Kato: Kalolo, Lucine - Aya Fujita: Akutia, Tierra - Aya Saito: Emeth, Keros, Lethe, Pirati, Sharon - Ayaka Shimoyamada: Fran, Haru, Aluru, Quess, Fal - Chiharu Nakamori: Kuu, Unyi - Chika Okubo: Kura - Eimi Takahashi: Paula, Cholan - Haruka Yamazaki: Meroune - Hiromi Ra: Sea - Hisako Tojo: Hydra, Miraj, Rosty - Kae Matoba: Bima, Qukuru, Kyou, Mimi - Kae Oki: Mokunaii XI, Froze, Sya Hu - Karin Kita: Nia, Rudy - Maki Kawase: Rea, Nemes - Makiko Miura: Vynette - Mana Miyamoto: Terios, Kuruwa, Abyss - Mayuka Nomura: Suu - Mia Naruse: Tsen, Tito, Flare, Death, Araya - Misa Yamazawa: Eris - Mizuki Hamada: Tolepas - Mizuki Yamaguchi: Kehp, Chione, Jelli, Saki - Momo Asakura: Manako | - Mutsumisei Arisawa: Suzie - Namiko Ishigaki: Tatake - Natsue Sasamoto: Iormu, Horo, Sarah - Natsuki Aikawa: Centorea - Natsumi Ishigaki: Shiana - Orie Kimoto: Sasami, Nan Que, Sasami - Rei Mochizuki: Zombina - Rei Natsu: Anura, Queen - Reiko Abe: Sophia, Mai, Rubero - Rie Suegara: Belle, Hakuto - Rika Momokawa: Misaki, Kuune - Rika Katsumata: Shizuka, Jerez - Saki Ogasawara: Bisque, Shire, Peace, Fan Long, Chocola - Sakura Nakamura: Rachnera - Saori Oonishi: Doppel - Sazanami Nanase: Nana - Shiori Izawa: Rus, Fi, Miti - Sora Amamiya: Miia - Yoshie Hirai: Nancy, Gala, Ai, Ariel - Yū Kobayashi: Kuroko Smith - Yui Toita: Were, Honey, Rui - Yui Tosaka: Ashia - Yuka Maruyama: Kasuka, Komachi - Yuki Mizutani: Lyca - Yumena Taniguchi: Sitri, Media - Yurika Kubo: Tionishia - Yuu Asakawa: Rohe, Memeko, Rei, Youko |